# Honorio Maura Gamazo
Honorio Maura Gamazo (Madrid, 1886 - Hondarribia, 4 de setembre de 1936) fou un autor dramàtic i polític espanyol, fill d'Antoni Maura i Montaner i germà de Miguel Maura Gamazo i Gabriel Maura Gamazo. Estudià dret a Espanya i química industrial a Alemanya, però finalment es dedicà a la literatura. Fou autor de comèdies on barreja frivolitat amb ironia, bon coneixedor de l'alta societat. Formà part dels escriptors espanyols que es passaren a Hollywood amb Edgar Neville i Gregorio Martínez Sierra.
Fou elegit diputat per la província de Pontevedra a les eleccions generals espanyoles de 1933 per Renovación Española. El setembre de 1936 fou assassinat per milicians del Front Popular d'un tret a la nuca. La seva esposa, l'argentina Sara Pieres, i els seus fills, aconseguiren passar a la zona nacional mercès a l'ajuda de l'ambaixada de l'Argentina.

## Obres
- 1923. Corazón de mujer. Estrenada al Teatro Eslava de Madrid.
- 1925. 28 de gener. Como la hiedra al tronco. Estrenada al Teatro Cómico de Madrid.
- 1925, 23 de febrer. La vuelta al redil. Estrenada al Teatro Lara de Madrid.
- 1926, 8 de gener. Susana tiene un secreto, en col·laboració amb Gregorio Martínez Sierra. Estrenada al Teatro Eslava.
- 1926, 18 de gener. El buen camino. Estrenada al Teatro Victoria Eugenia de San Sebastián, per la companyia Ladrón de Guevara-Rivelles.
- 1926, 22 de gener. Mary la insoportable, en col·laboració amb Gregorio Martínez Sierra. Estrenada al Teatro de la Comedia de Madrid.
- 1926. Julieta compra un hijo, en col·laboració amb Gregorio Martínez Sierra. Estrenada al teatro Reina Victoria.
- 1927, 3 de març. ¡En paz!. Estrenada al Teatro Larra de Madrid.
- 1928, 30 de novembre. Cuento de hadas. Estrenada al Teatro Infanta Isabel de Madrid.
- 1928. La muralla de oro. Estrenada al teatro Reina Victoria de Madrid, amb Josefina Artigas i Manuel Dicenta.
- 1928. Raquel. Estrenada al Teatro Larra de Madrid.
- 1930. ¡Me lo daba el corazón!. Estrenada al Teatro Cómico de Madrid.
- 1930, 25 de novembre. La condesita y su bailarín. Estrenada al Teatro de la Comedia de Madrid, amb Salvador Soler i Milagros Leal.
- 1931, 4 de març. La noche loca. Estrenada al Teatro Infanta Isabel, amb Eloísa Muro i Manuel Collado.
- 1931, 21 d'abril. El príncipe que todo lo aprendió en la vida. Estrenada al Teatro Victoria de Madrid, amb Antonio Vico i Carme Carbonell.
- 1932, 5 de gener. Eva indecisa. Estrenada al Teatro Beatriz de Madrid, amb Hortensia Gelabert.
- 1932, 30 de desembre. El balcón de la felicidad. Estrenada al Teatro Fontalba de Madrid. Primera actriu: Carmen Díaz.
- 1933, 24 de març. Hay que ser modernos. Estrenada al Teatro Maravillas amb María Brú i José Isbert.